# Transport

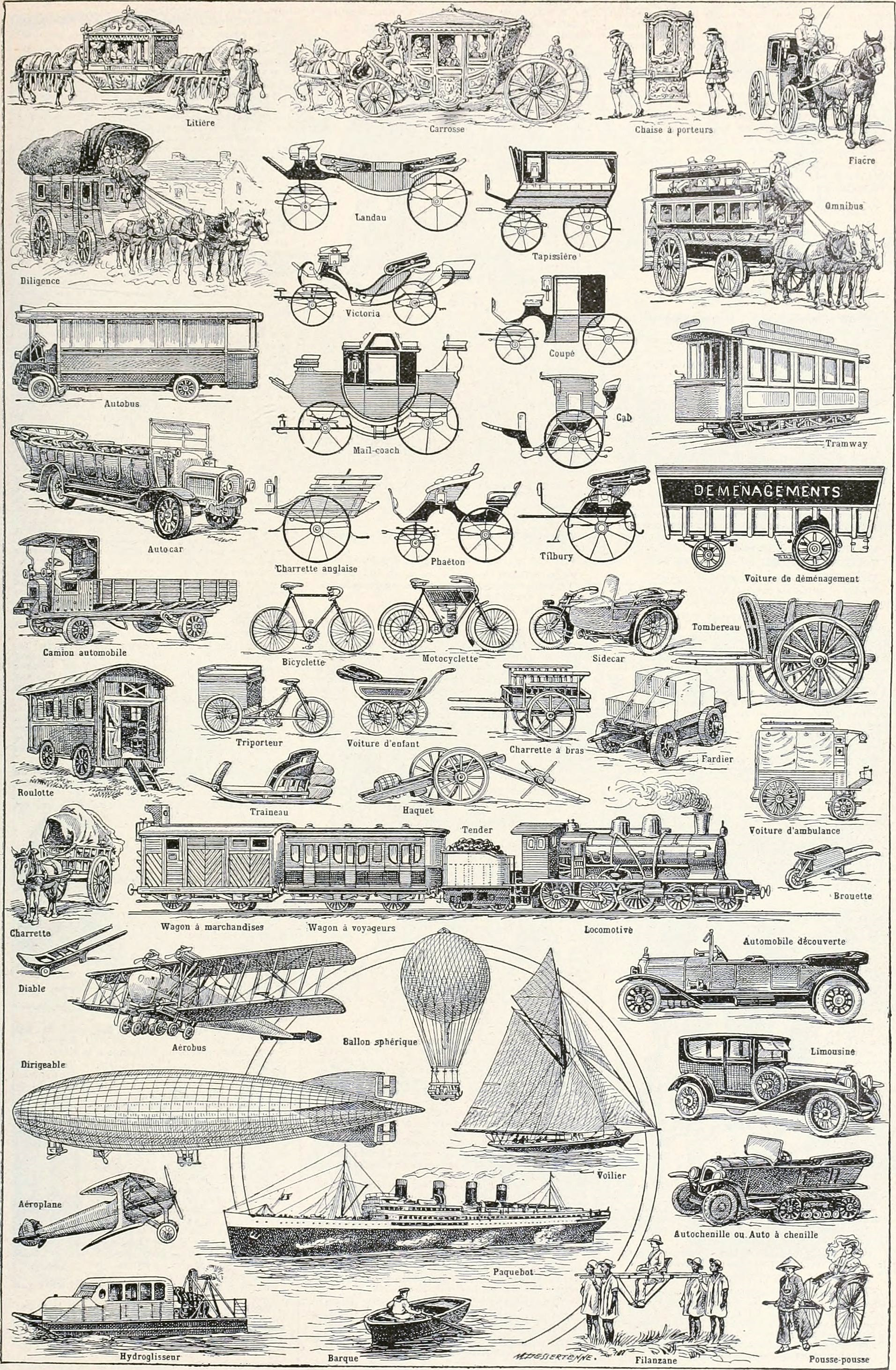
Środki transportu zawarte w nowym słowniku encyklopedycznym opublikowanym pod kierunkiem Claude'a Augé

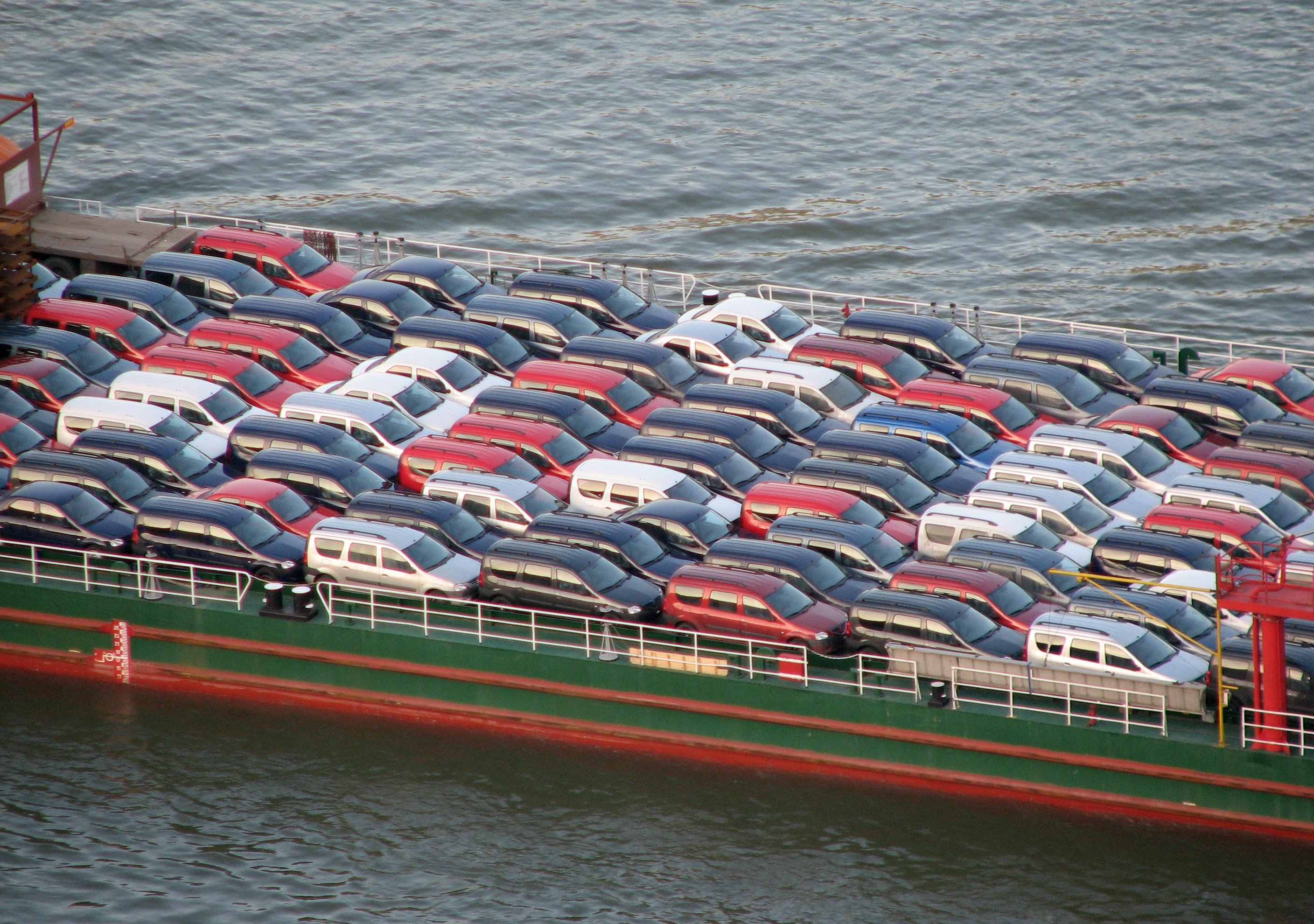
Barka przewożąca samochody – przykład transportu wodnego

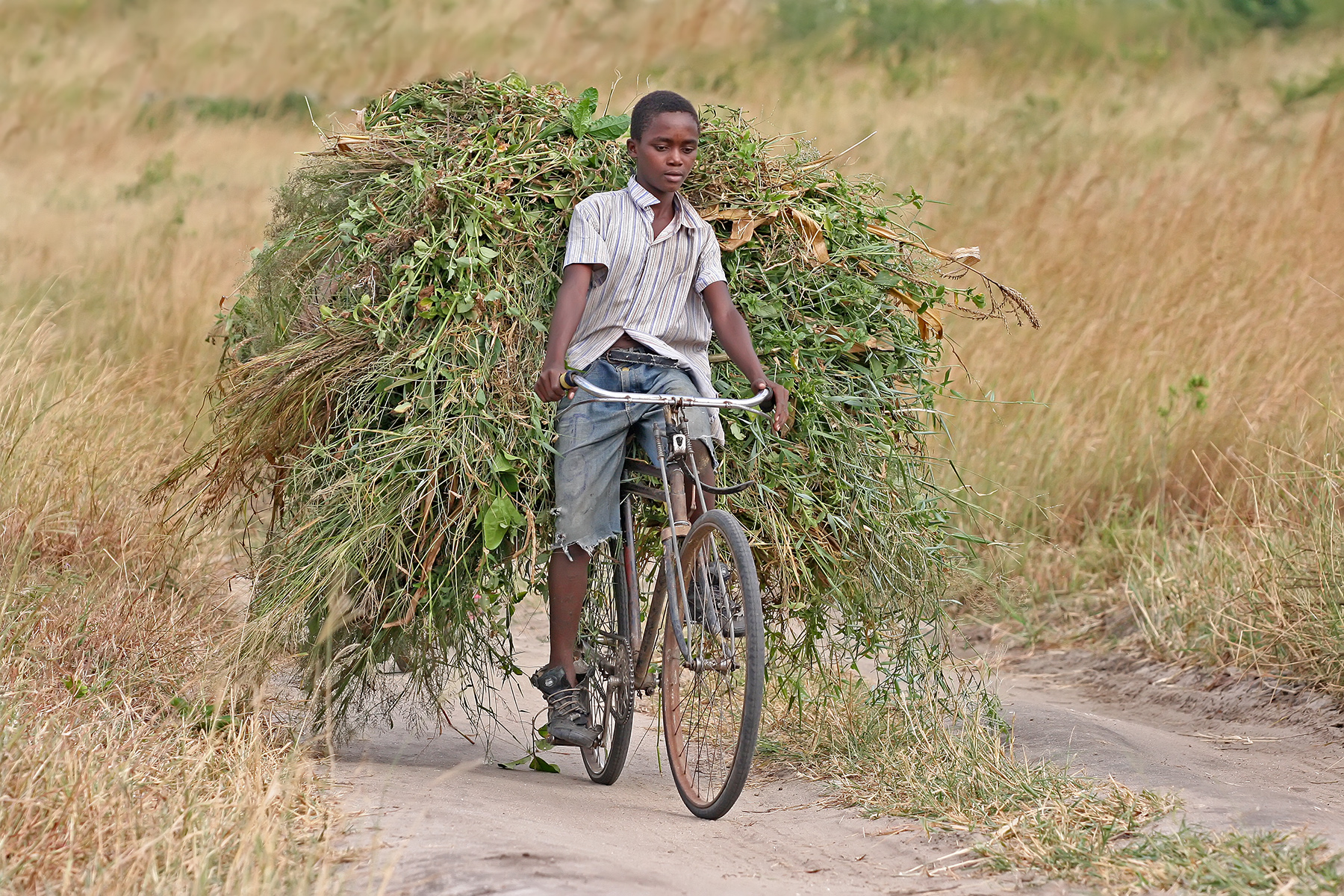
Transport świeżej paszy w Tanzanii

Transport (łac. transportare – przenieść, przewieźć) – przemieszczanie ludzi, ładunków (przedmiot transportu) w przestrzeni przy wykorzystaniu odpowiednich środków (środków transportu).
Potrzeby transportowe należą do grupy potrzeb wtórnych człowieka i są związane z faktem różnego rozmieszczenia przestrzennego zasobów, skupisk ludzkich i miejsc pracy. Transport towarzyszył ludzkości od samych początków rozwoju cywilizacji. Jest to, obok łączności, dział gospodarki, które zwiększają użyteczność dóbr poprzez ich przemieszczanie w przestrzeni. Transport jest ściśle powiązany z pozostałymi działami gospodarki. Jego rozwój warunkuje ich rozwój i odwrotnie – gorszy rozwój gospodarki lub transportu wiąże się z pogorszeniem sytuacji odpowiednio w transporcie i gospodarce. W połączeniu z logistyką oraz spedycją, transport wchodzi w skład branży TSL (transport-spedycja-logistyka).

## Klasyfikacje transportu
Z punktu widzenia ekonomii transport polega na odpłatnym świadczeniu usług, których rezultatem jest najczęściej przemieszczenie osób i ładunków. Stąd też bierze się podstawowy podział transportu na transport pasażerski (komunikację) i transport towarowy (ładunków).
Często stosowana klasyfikacja transportu obejmuje podział ze względu na środowisko, w którym dany rodzaj transportu się odbywa:
- transport powietrzny
  - transport lotniczy
- transport powierzchniowy
  - transport lądowy
    - transport drogowy
    - transport kolejowy
    - transport rurociągowy

  - transport wodny
    - transport śródlądowy
    - transport morski (bliski oraz daleki).

Inny sposób podziału transportu lądowego obejmuje:
- transport podziemny (np. metro)
- transport naziemny
- transport nadziemny

Dodatkowo wyróżnić można transport mieszany, czyli odbywający się więcej, niż jedną gałęzią transportu. W transporcie mieszanym wyróżnić można:
- transport kombinowany
- transport bimodalny
- transport intermodalny
- transport multimodalny

Z kolei pojęcie transport współmodalny oznacza transport realizowany w zgodzie z europejską polityką współmodalności.
Określenie transport używane jest również odnośnie do przesyłu informacji i energii, choć nie jest w pełnym znaczeniu transportem.

## Funkcje transportu
Rozróżnia się podział funkcji transportu na pierwotne i wtórne. Do funkcji pierwotnych należą funkcje przewozowe i związane z tym funkcje przeładunkowe. Do funkcji wtórnych zalicza się przede wszystkim funkcję zabezpieczania dróg (czyli budowy i utrzymania dróg), jak również funkcję odpowiedzialności.

## Wpływ na środowisko
Transport należy do sektorów gospodarki o najbardziej szkodliwym wpływie na środowisko naturalne i zdrowie. Przykładowo w 2005 roku w UE-27 sektor ten był odpowiedzialny za wygenerowanie 19% dwutlenku węgla (około 984 megaton). Dlatego też Unia Europejska w ramach polityki zrównoważonego rozwoju transportu podejmuje skoordynowane działania na rzecz ograniczenia tego szkodliwego wpływu poprzez integrację polityki transportowej z polityką ekologiczną. Efektami tych działań są m.in.: zaostrzanie norm dotyczących emisji spalin, promocja alternatywnych źródeł energii (biopaliwa, CNG, LPG), oraz promocja środków transportu o mniejszym stopniu zużycia paliwa na tonę przewożonego ładunku (np. transport multimodalny, transport współmodalny, transport wodny śródlądowy).
Żegluga jest najbardziej ekologiczną i energooszczędną formą transportu. Dla przykładu średni ładunek węgla przewożony na jednej barce to tyle, ile drogą lądową musiałoby wieźć co najmniej 20 ciężarówek, produkując pięć razy więcej spalin. Natomiast 1 litr paliwa pozwala przemieścić statkiem na odległość 1 km aż 127 ton ładunku, podczas gdy koleją 97 ton, a samochodem jedynie 50 ton.